# Miss Michigan USA

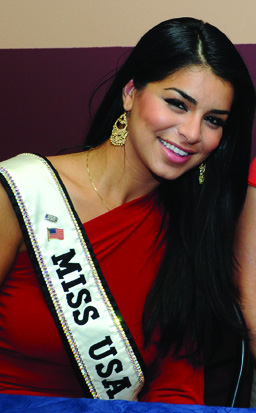
Rima Fakih, Miss Michigan USA 2010 et Miss USA 2010

Miss Michigan USA est un concours de beauté féminin, ouvert aux jeunes femmes âgées de 16 à 27 ans habitant l'État du Michigan, dont la gagnante participe à l'élection de Miss USA.

## Lauréates
| Année | Nom                      | Domicile         | Âge1 | Classement à Miss USA                   | Prix spéciaux à Miss USA | Notes                                                                      |
| ----- | ------------------------ | ---------------- | ---- | --------------------------------------- | ------------------------ | -------------------------------------------------------------------------- |
| 2025  | Michele Lewandoski       | Norton Shores    | 23   |                                         |                          |                                                                            |
| 2024  | Alma Cooper              | Okemos           | 22   | Gagnante                                | Meilleur en entretien    |                                                                            |
| 2023  | Alexis Fagan-Williams    | Detroit          | 22   |                                         |                          |                                                                            |
| 2022  | Aria Hutchinson          | Plymouth         | 23   |                                         |                          |                                                                            |
| 2021  | Taylor Hale              | Detroit          | 26   |                                         |                          |                                                                            |
| 2020  | Chanel Johnson           | Southfield       | 25   |                                         |                          |                                                                            |
| 2019  | Alyse Madej              | Garden City      | 25   |                                         |                          |                                                                            |
| 2018  | Elizabeth Johnson        | Wayne County     | 20   | Top 15                                  |                          |                                                                            |
| 2017  | Krista Ferguson          | Detroit          | 23   |                                         |                          |                                                                            |
| 2016  | Susie Leica              | Livonia          | 26   |                                         |                          |                                                                            |
| 2015  | Rashontae Wawrzyniak     | Harper Woods     | 24   | Top 11                                  |                          |                                                                            |
| 2014  | Elizabeth Ivezaj         | Détroit          | 24   |                                         |                          | Née en Albanie                                                             |
| 2013  | Jaclyn Schultz           | Wyandotte        | 24   |                                         |                          |                                                                            |
| 2012  | Kristen Danyal           | Sterling Heights | 21   | Top 16                                  |                          | Participation à Miss Michigan Teen USA 2009 et top 15 à Miss Teen USA 2009 |
| 2011  | Channing Pierce          | Royal Oak        | 23   |                                         |                          |                                                                            |
| 2010  | Rima Fakih               | Dearborn         | 24   | Gagnante                                |                          | Née au Liban                                                               |
| 2009  | Lindsey Tycholiz         | Sterling Heights | 26   |                                         |                          |                                                                            |
| 2008  | Elisabeth Crawford       | Canton           | 25   |                                         |                          |                                                                            |
| 2007  | Kelly Best               | Troy             | 20   | Top 15, termine à la 4e place           |                          | Miss USA International 2008 & non finaliste à Miss International 2008.     |
| 2006  | Danelle Gay              | Lapeer           | 24   |                                         |                          |                                                                            |
| 2005  | Crystal Hayes            | Rock             | 20   | Top 15                                  |                          |                                                                            |
| 2004  | Stacey Lee               | Rochester Hills  | 26   |                                         |                          |                                                                            |
| 2003  | Elisa Schleef            | Saint-Joseph     | 23   | 3e dauphine                             |                          |                                                                            |
| 2002  | Rebekah Lynn Decker      | Ferndale         | 24   |                                         |                          |                                                                            |
| 2001  | Kenya Howard             | Détroit          | 24   | Top 10, termine à la 7e place           |                          |                                                                            |
| 2000  | Jill Dobson              | Quincy           | 22   | Top 10, termine à la 7e place           |                          | Miss Junior Michigan 1998                                                  |
| 1999  | Shannon Grace Clark      | Troy             | 26   | Top 10, termine à la 10e place          |                          | Demi-finalistes à Miss Monde America 1993                                  |
| 1998  | Johnelle Ryan            | Cassopolis       | 25   | Top 10, termine à la 9e place           |                          |                                                                            |
| 1997  | Jennifer Reed            | Taylor           | 25   |                                         |                          | Madame Michigan America 2001                                               |
| 1996  | Natasha Bell             | Berrien Springs  | 20   | Top 6 Finaliste, termine à la 5e place  |                          |                                                                            |
| 1995  | Keisha Eichelberger      | Détroit          |      |                                         |                          |                                                                            |
| 1994  | Kelly Richelle Pawlowski | Allen Park       |      |                                         |                          |                                                                            |
| 1993  | Kenya Moore              | Détroit          | 22   | Gagnante                                |                          | Finaliste à Miss Univers 1993                                              |
| 1992  | Lainie Lu Howard         | Saint-Joseph     |      |                                         |                          | 1re dauphine Miss Monde America 1994                                       |
| 1991  | Leann Rothi              |                  | 18   |                                         |                          |                                                                            |
| 1990  | Carole Gist              | Détroit          | 20   | Gagnante                                |                          | 1re dauphine de Miss Univers 1990                                          |
| 1989  | Karyn Lynne Finucan      | Birmingham       |      |                                         |                          |                                                                            |
| 1988  | Anthonia Dotson          | Détroit          |      |                                         |                          |                                                                            |
| 1987  | Elizabeth Puleo          | Grosse Pointe    |      |                                         |                          |                                                                            |
| 1986  | Lisa Bernardi            | Carleton         |      |                                         |                          |                                                                            |
| 1985  | Nancy Mazuro             | Washington       |      |                                         |                          |                                                                            |
| 1984  | Adriana Krambeck         |                  |      |                                         |                          |                                                                            |
| 1983  | Kimberly Mexicotte       | Livonia          |      | Demi-finalistes, termine à la 10e place |                          |                                                                            |
| 1982  | Diane Marie Arabia       | Warren           |      | Demi-finalistes                         |                          | 4e dauphine de Miss Oktoberfest 1981                                       |
| 1981  | Karen Eidson             | Hazel Park       |      |                                         |                          |                                                                            |
| 1980  | Teena Hammonds           | Détroit          |      |                                         |                          |                                                                            |
| 1979  | Susan James              | Hazel Park       |      |                                         |                          |                                                                            |
| 1978  | April Patrick            |                  |      |                                         |                          |                                                                            |
| 1977  | Jenny Pinks              | Trenton          |      |                                         |                          |                                                                            |
| 1976  | Kevin Gale               |                  |      | 1re dauphine                            |                          |                                                                            |
| 1975  | Debra Holland            | Détroit          |      |                                         |                          |                                                                            |
| 1974  | Patricia Loftis          |                  |      |                                         |                          |                                                                            |
| 1973  | Linda East               |                  |      |                                         |                          |                                                                            |
| 1972  | Marilyn Ann Petty        |                  |      | Demi-finalistes                         |                          | représente le Michigan à Miss Monde USA 1974, 2e dauphine                  |
| 1971  | Pat Glannan              |                  |      | Demi-finalistes                         |                          |                                                                            |
| 1970  | Duane Marie Bergen       | Détroit          | 19   |                                         |                          |                                                                            |
| 1969  | Lisa Brenner             |                  |      |                                         |                          |                                                                            |
| 1968  | Virginia Clift           |                  |      |                                         |                          |                                                                            |
| 1967  | Sonja Dunson             |                  |      |                                         |                          |                                                                            |
| 1966  | Kathlene Blascak         |                  |      |                                         |                          |                                                                            |
| 1965  | Susan Lynne Pill         |                  |      | Top 15                                  |                          | représente le Michigan à Miss Monde USA 1964, 3e dauphine                  |
| 1964  | Johneane Teeter          |                  |      |                                         |                          | représente le Michigan à Miss Monde USA 1966                               |
| 1963  | Pamela Lee Sands         |                  |      | Top 15                                  |                          |                                                                            |
| 1962  | Judith Lamparter         |                  |      |                                         |                          |                                                                            |
| 1961  | Patricia Squires         |                  |      | Top 15                                  |                          |                                                                            |
| 1960  | Judith Richards          |                  |      | Top 15                                  |                          |                                                                            |
| 1959  | Susan Westergaard        |                  |      |                                         |                          |                                                                            |
| 1958  | Shirley Ann Black        | Flint            | 19   |                                         |                          |                                                                            |
| 1957  | Sharon Moore             |                  |      |                                         |                          |                                                                            |
| 1956  | Barbara Sias             |                  |      | Top 15                                  |                          |                                                                            |
| 1955  | Martha Smith             |                  |      |                                         |                          |                                                                            |
| 1954  | Gerri Hoffman            |                  |      |                                         |                          |                                                                            |
| 1953  | Jo Ann Page              |                  |      |                                         |                          |                                                                            |
| 1952  | Judy Hatula              |                  |      | Top 15                                  |                          |                                                                            |